# Faizabad (miasto)
Faizabad (hindi फ़ैज़ाबाद) – miasto w północnych Indiach, w stanie Uttar Pradesh, nad Ghaghrą (dopływ Gangesu), na wschód od Lucknow. 
Populacja miasta w 2001 roku wynosiła 144 924 mieszkańców.
W mieście znajduje się port lotniczy Faizabad.

## Historia
Do 1775 roku pierwsza stolica królestwa Awadhu.

## Zabytki
- XVII-wieczny meczet Dżama Masdżid zbudowany przez ostatnich władców mogolskich.
- XVIII-wieczny marmurowy grobowiec Bahu Begam, żony nawaba Sudża ud-Daula[2].